# Georges-Eugène Haussmann

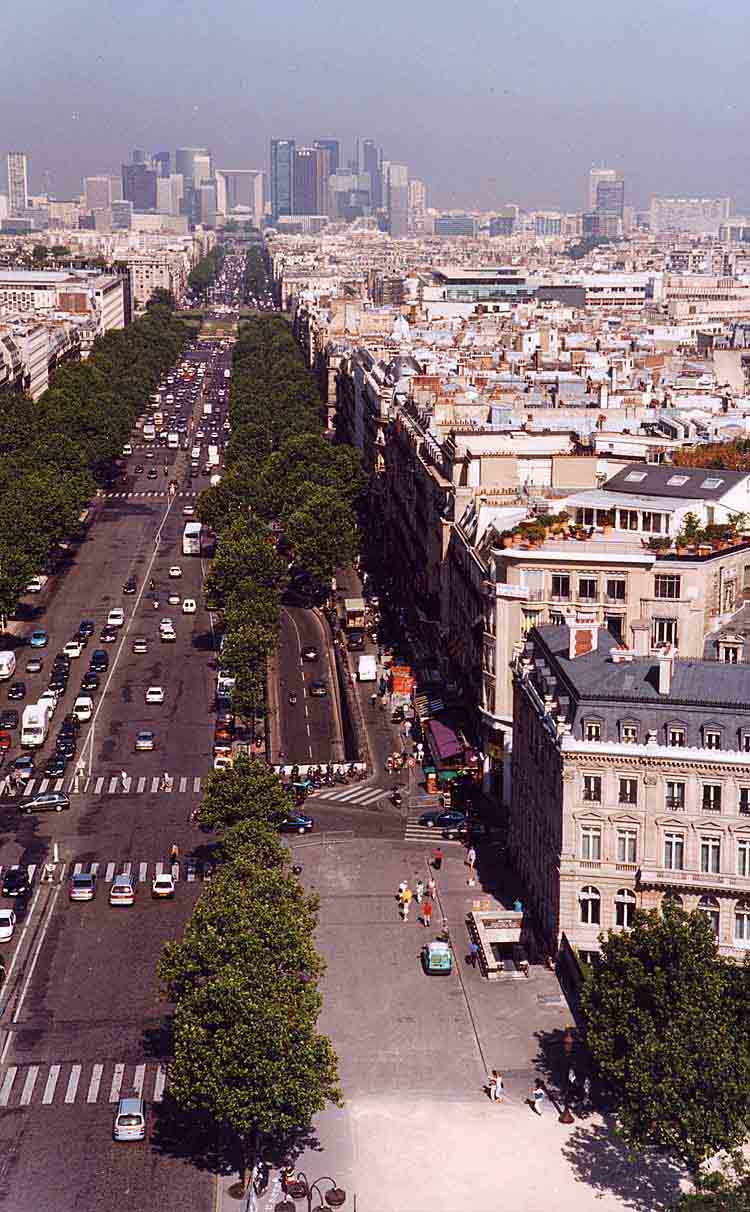
Avenue de la Grande Armée, jedna z 12 arterii wytyczonych przez Haussmana wychodzących od Łuku Triumfalnego

Georges-Eugène Haussmann (ur. 27 marca 1809 w Paryżu, zm. 11 stycznia 1891 tamże) – francuski urbanista, twórca planu urbanistycznej przebudowy Paryża (1852–1856).
Napoleon III Bonaparte chciał przekształcić Paryż, mający jeszcze plan urbanistyczny typowy dla miast średniowiecznych, w nowoczesną metropolię. Nie obyło się to bez znacznego uszczerbku dla średniowiecznych i nowszych zabytków, ponieważ dokonano, jak się ocenia, zmian w ok. 60% paryskich budynków. Baron Haussmann jako prefekt departamentu Sekwany (1853–1870) podjął się tego zadania. W latach 1852–1870 przy nakładzie olbrzymich środków finansowych, wyburzył i przebudował w Paryżu kilka dzielnic, realizując szerokie aleje, parki (Lasek Buloński), place gwiaździste (Place de l’Étoile) oraz dwa szeregi biegnących okrężnie bulwarów. Miasto wzbogaciło się wtedy o ponad 95 km nowych ulic, tysiące nowych budowli, gmach wielkiej opery, fortyfikacje.
Poszczególne rozwiązania architektoniczne wprowadzone przez barona Haussmanna były przede wszystkim odzwierciedleniem jego koncepcji, między innymi oparcia układów ulic na liniach prostych, lecz również zadań utylitarnych lub militarnych. Mając w pamięci rozruchy powstańcze z lat 30. XIX w., 1832, 1834 oraz 1839 chciano też ułatwić przeprowadzanie operacji wojskowego ich tłumienia.
W 1857 Haussmann został senatorem, a w 1867 – członkiem francuskiej Akademii Sztuk Pięknych. Został udekorowany Krzyżem Wielkim Legii Honorowej w 1862. W późniejszym wieku zajął się pisaniem wspomnień – Mémoires (3 tomy, wydane 1890–1893).
Zmarł w Paryżu; pochowany na cmentarzu Père-Lachaise. Jego imię uczczono nazywając jedną z ulic Boulevard Haussmann.